# Поддубье (Локнянский район)
Поддубье — деревня в Локнянском районе Псковской области России. Входит в состав Самолуковской волости.
Расположена в 40 км к юго-западу от райцентра Локня и в 11 км к юго-западу от волостного центра Башово.
Численность населения деревни составляла 32 жителя в 2000 году, 17 жителей в 2011 году.